# Jättenäckrossläktet
Jättenäckrossläktet (Victoria) 
är ett växtsläkte i familjen näckrosväxter 
med två sydamerikanska arter. De odlas ibland i botaniska samlingar. Victoriahus är specialbyggda växthus för odling av jättenäckrosor. De hör hemma i Amazonas och Paranás flodområden i Sydamerika.
Den första arten, jättenäckros (Victoria regia), upptäcktes omkring 1816 av Thaddäus Haenke, sedan 1832 av Eduard Friedrich Poeppig, en tysk botaniker. Namnet fick arten fem år senare, när sir Robert Schomburgk upptäckte näckrosen ytterligare en gång i Guayana. Han uppkallade henne efter den engelska drottningen  Viktoria.
Den mest kända arten är jättenäckros (Victoria amazonica) som med sin imponerande storlek är världens största näckros. Den förekommer i Brasilien, Colombia, Guyana och Peru. Dess blad kan ha en diameter av närmare tre meter med en sex–åtta meter lång stjälk, de är mer eller mindre röda på undersidan och har en uppvikt kant. Bladets flytkraft kan bära en vikt upp till 90 kilogram vid jämn fördelning över ytan. Arten sydlig jättenäckros (Victoria cruziana) är obetydligt mindre och med vanligen grön bladundersida och högre uppvikta kanter. Den lever i mindre tropiska flodområden jämförtd Victoria amazonica, som Paranáflodområdet i Paraguay. Den förekommer också i Argentina, Bolivia och Brasilien.
Victoria amazonica är Guyanas nationalblomma och finns avbildad i landets statsvapen.
Jättenäckrosor odlas i många botaniska trädgårdar jorden runt. I Sverige har den kunnat ses bland annat i Bergianska trädgårdens Victoriahus och i Fjärilshuset i Hagaparken i Stockholm, i Botaniska trädgården vid Uppsala universitet, i Göteborgs botaniska trädgård och palmhuset i Trädgårdsföreningen i Göteborg samt i Botaniska trädgården i Lund.

## Kladogram
Kladogram enligt Catalogue of Life:
| Victoria | \| \| Victoria amazonica \| \| \| \| \| \| Victoria cruziana \| \| \| \| |
|          | \| \| Victoria amazonica \| \| \| \| \| \| Victoria cruziana \| \| \| \| |
|          | Barclaya                                                                 |
|          |                                                                          |
|          | Rävnäckrossläktet                                                        |
|          |                                                                          |
|          | gula näckrosor                                                           |
|          |                                                                          |
|          | vita näckrosor                                                           |
|          |                                                                          |
|          | Victoria amazonica                                                       |
|          |                                                                          |
|          | Victoria cruziana                                                        |
|          |                                                                          |

|  | Victoria amazonica |
|  |                    |
|  | Victoria cruziana  |
|  |                    |

## Bilder
|  |